# Фаленопсис горбатый
Фаленопсис горбатый (лат. Phalaenopsis gibbosa) — эпифитное трявянистое растение семейства Орхидные.
Вид не имеет устоявшегося русского названия. В русскоязычных источниках обычно используется научное название Phalaenopsis gibbosa.

## Синоним
- Polychilos gibbosa (H.R. Sweet) Shim 1982

## Биологическое описание
Миниатюрный моноподиальный эпифит.
Стебель укороченный, скрыт основаниями 1-2 листьев.
Корни многочисленные, толстые, гладкие и извилистые.
Листья тёмно-зелёные, продолговато-овальные, мясистые, длиной до 12 см, шириной — до 4,5 см. 
 Листья могут отсутствовать. В этом случае фотосинтез осуществляется только корнями.
Цветоносов 1-3. Длиной до 15 см, ветвящиеся, несут до 10 мелких цветков.
Цветки в диаметре 1-1,5 см, с легким ароматом, тонкой текстуры, чистого белого цвета, губа длинная, широкая, белая с двумя желтыми пятнами по бокам. Сезон цветения в природе — начало весны. Общая продолжительность цветения 15-30 дней.
 Близкий вид — Phalaenopsis parishii.

## Ареал, экологические особенности
Лаос и Вьетнам.
Вечнозелёные, равнинные и горные леса от 0 до 1000 метров над уровнем моря.
Климатические условия (Вьетнам, Далат, около 500 метров над уровнем моря): 

Сезонные изменения температуры воздуха незначительны. Днём 29-33°С, ночью 17-24°С. Относительная влажность воздуха весь год около 80 %. С ноября по апрель сухой сезон, среднемесячное количество осадков — 10-100 мм. С мая по октябрь влажный сезон, среднемесячное количество осадков 220—300 мм 

В природе редок. Относится к числу охраняемых видов (II приложение CITES).

## История описания
Видовое название Phalaenopsis gibbosa образовано от латинского слова gibbosus (gibberosus), которое переводится, как горбатый, запутанный или усложнённый. Описан Свитом в 1970 г. по гербарному образцу. Растение было обнаружено на одном из цветочных рынков Ханоя. Оказалось, что растения были собраны в нескольких десятках километров от города. В 1992 ботаник Сейденфаден, повторно описал вид по живым растениям.

## В культуре
Температурная группа — тёплая. Для нормального цветения обязателен перепад температур день/ночь в 5-8°С.
Требования к освещению: 1200 FC, 12912 lx.
Относительная влажность воздуха 65-85 %.
Общая информация о агротехнике в статье Фаленопсис.

## Некоторые первичныегибриды(грексы)
- Giga — gigantea х gibbosa (Hou Tse Liu) 2007
- Little Tenderness — wilsonii х gibbosa (Luc Vincent) 2003
- Little Green — mannii х gibbosa (Luc Vincent) 2003
- Love Gift — parishii х gibbosa (Hou Tse Liu) 2000
- Miracle Gift — micholitzii х gibbosa (Hou Tse Liu) 1999
- Musick Sweetheart — honghenensis х gibbosa (F.&M. Kaufmann) 2003